# Giuseppe Di Salvo
Giuseppe Di Salvo (Lipari, 19 aprile 1902 – Thornbury, 27 agosto 1988) è stato un attivista e comandante marittimo italiano naturalizzato australiano.

## Biografia
Figlio del costruttore Sebastiano Di Salvo e Annunziata Virgona, divenne comandante della marina mercantile, viaggiando ampiamente e passando quattro anni (1928-1932) negli Stati Uniti d'America. Si sposò con Elena Maria Rampolla a Palermo il 30 ottobre 1934. Si oppose al fascismo durante la seconda guerra mondiale e fu esiliato a Lipari, dove si unì alla resistenza. In seguito combatté con gli americani durante l'invasione alleata a Salerno e Anzio. Si trasferì a Melbourne nel 1951 e insegnò inglese agli immigrati prima di tornare in mare nel 1954.
Naturalizzato nel 1958, Di Salvo aderì al Partito Laburista Australiano e fondò Il Progresso (Italo-Australiano), un quotidiano laburista in lingua italiana. Corse senza successo per il Senato australiano nel 1966; nel 1972 fondò l'Istituto Nazionale Assistenza Sociale, che fungeva da filiale australiana delle organizzazioni sindacali italiane.
Nel 1975 fu insignito dell'Ordine al Merito della Repubblica Italiana.